# Лоракс
Лоракс — дитяча книга написана доктором Сьюз та вперше опублікована в 1971 році. Твір є байкою про індустріальне суспільство та небезпеку, яку воно становить для природи, де головний герой Лоракс — маленька помаранчева істота, виступає за збереження дерев проти жадібного Одноразника. За твором знятий фільм 2012 року та телешоу 1972 року. Книга зазнала критики з боку читачів, що візначили похмурість твору, яка не личить дітям. Однак знайшлися і прихильники, які зауважили шкоду природі з боку лісозаготівельної галузі.

## Сюжет
Хлопчик, що живе в забрудненому світі, відвідує дивну істоту на ім'я «Одноразник», та запитує його про відсутність рослин у світі. Почавши розповідь, той пояснює, що колись світ був прекрасним. Він створив революційний винахід - тнід, завдяки якому він заробив значні статки, проте той вимагав вирубку дерев труфули. Маленька помаранчева істота на ім'я Лоракс закликала його припинити вирубку дерев. За його словами, це завдає шкоди навколишньому середовищу, та Одноразник проігнорував його. Згодом запаси дерев закінчилися. Земля залишилася забрудненою а всі звірі пішли з лісу. Одноразник закінчує свою розповідь. Дає хлопчику «останнє насіння трюфули з усіх». Він просить посадити насіння, щоб воно проросло в ліс.